# Route Adélie de Vitré 2006
La Route Adélie de Vitré 2006, undicesima edizione della corsa e valida come evento del circuito UCI Europe Tour 2006 categoria 1.1, fu disputata il 30 marzo 2006, per un percorso totale di 185,3 km. Fu vinta dal francese Samuel Dumoulin, al traguardo con il tempo di 4h42'33" alla media di 39,349 km/h.
Al traguardo 60 ciclisti portarono a termine il percorso.

## Ordine d'arrivo (Top 10)
| Pos. | Corridore             | Squadra       | Tempo    |
| ---- | --------------------- | ------------- | -------- |
| 1    | Samuel Dumoulin       | AG2R Prév.    | 4h42'33" |
| 2    | Aitor Galdós          | Panaria       | a 2"     |
| 3    | Anthony Geslin        | Bouygues Tél. | s.t.     |
| 4    | Lilian Jégou          | F. des Jeux   | s.t.     |
| 5    | David Le Lay          | Bretagne      | s.t.     |
| 6    | José Alberto Martínez | Agritubel     | s.t.     |
| 7    | Laurens ten Dam       | Unibet.com    | a 53"    |
| 8    | Mirko Allegrini       | Panaria       | a 56"    |
| 9    | Moisés Dueñas         | Agritubel     | a 58"    |
| 10   | Erki Pütsep           | AG2R Prév.    | s.t.     |